# Амогхасиддхи

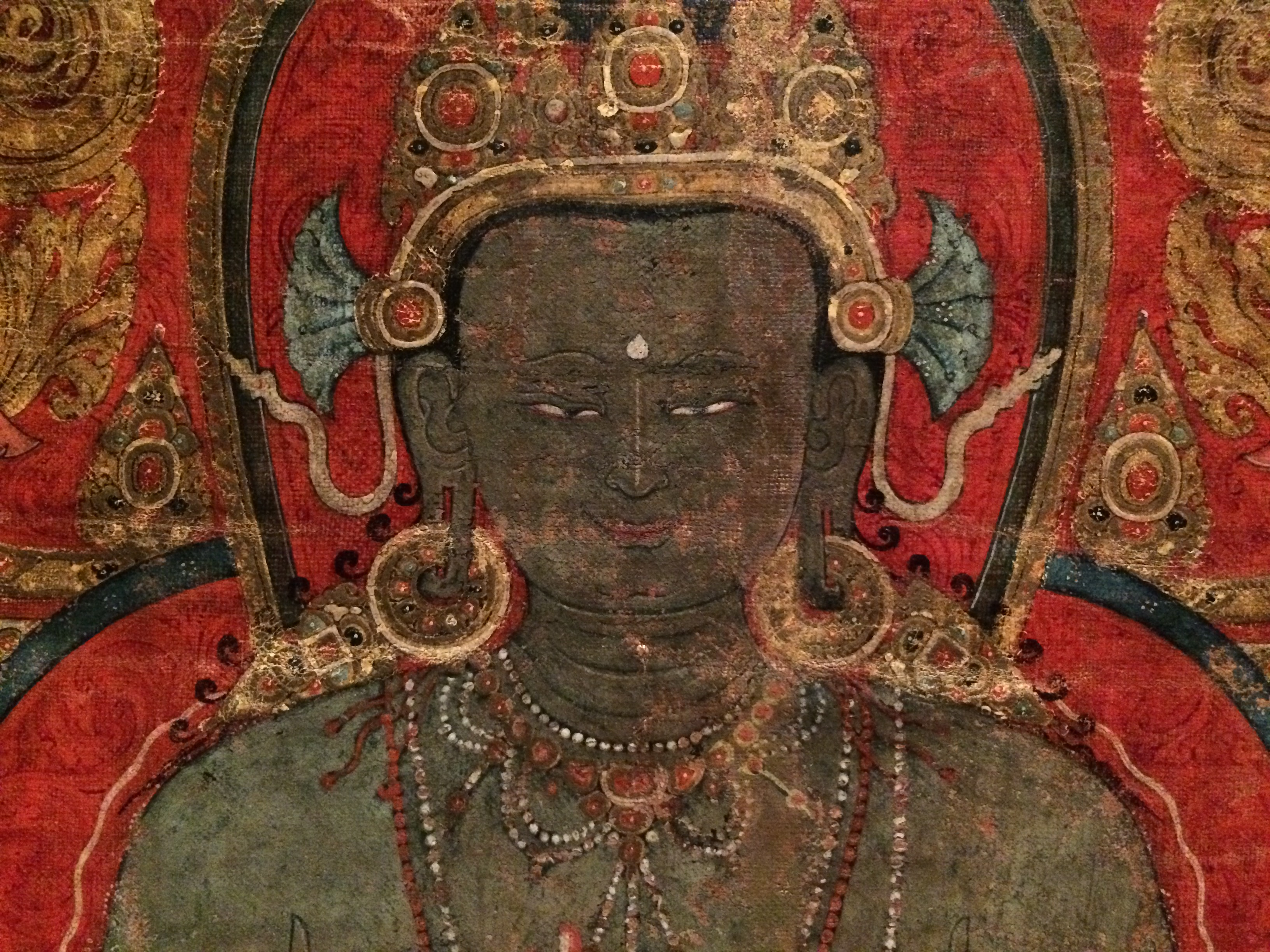
Амогхасиддхи

Амогхасиддхи — один из пяти Будд Мудрости в буддизме Ваджраяны, происходящих от первоначального Ади-будды, эти пять будд соответствуют пяти осознаваемым аспектам реальности и пяти скандхам. Амогхасиддхи соответствует скандхе самскара — воля, опыт.
Кожа зелёного цвета. Изображается на севере. Соответствует бесстрашию.